# Androtion (agronome)
Pour les articles homonymes, voir Androtion.
Androtion (en grec ancien Ἀνδροτίων) est un agronome de Grèce antique, vraisemblablement postérieur à Aristote.

## Notice biographique
Très peu de choses sont connues de cet auteur, déjà obscur à Aristote et Varron. Théophraste le mentionne aux côtés de Chartodras et Hippon de Samos, philosophe naturaliste contemporain de Périclès dans des listes d’auteurs ayant traité de l’agriculture, plus précisément d’arboriculture concernant Chartodras, et des animaux concernant Hippon, antérieur à Aristote, qui le cite,.

## Écrits
Il suit la tendance spéculative, et selon qui les animaux sont domestiques ou sauvages selon qu’ils reçoivent des soins ou pas. Athénée cite aussi des préceptes sur les pommes.